# Nieuw-Zeelands-Engels
Het Nieuw-Zeelands-Engels is de Engelse taal zoals die in Nieuw-Zeeland wordt gesproken. Het wordt door ongeveer 5 miljoen mensen gesproken (vooral in Nieuw-Zeeland zelf). Qua uitspraak lijkt het erg op het Australisch-Engels, maar het heeft toch duidelijke verschillen. Zo wordt Sydney bijvoorbeeld uitgesproken als 'Sudney', het woord pen als 'pin', het woord pan als 'pen', enzovoorts. Nieuw-Zeelanders zelf kenmerken hun accent als 'lui' en 'binnensmonds'.
Het Nieuw-Zeelandse accent heeft ook veel Schotse invloeden. Vooral in het zuiden van het Zuidereiland vestigden zich aan het eind van de 19de eeuw veel Schotten. Het merkbaarste verschil in uitspraak is een opvallend rollende 'r'. 
Zo is er de (grote) invloed van het Maori op de uitspraak en vooral de woordenschat. In het alledaagse Nieuw-Zeelands-Engels komen veel Maoriwoorden voor zoals kia ora (goedendag) of whanau (gezin, familie). 
Het Nieuw-Zeelands-Engels staat ook dichter bij het Brits-Engels dan het Australisch-Engels.